# Delfín Lévano
Delfín Amador Lévano Gómez (Lima, 4 de noviembre de 1885 - ibidem, 23 de septiembre de 1941) fue un líder anarquista y sindical peruano, periodista y obrero panadero, además de poeta, dramaturgo, músico, clarinetista y conferencista. Impulsó bibliotecas populares y fue fundador y redactor del periódico anarcosindicalista La Protesta (1911-1926) de la Federación Obrera Regional del Perú (FORP) y de otras publicaciones y grupos anarquistas gremiales, lo que lo convirtió en ícono del anarcosindicalismo de la primera mitad del siglo XIX y en uno de los principales dirigentes y activistas obreros en la conquista de la jornada laboral de las 8 horas, en la que se destacó junto a su padre. 

## Biografía
Delfín Amador Lévano Gómez, nació en el distrito de Lurín un 4 de noviembre de 1885. Fue hijo de Hermelinda Gómez y de Manuel Caracciolo Lévano, quien fue primero alcalde de Lurín, voluntario guerrillero en la Guerra del Pacífico bajo las órdenes de Andrés A. Cáceres, combatiente pierolista en la guerra civil de 1894-1895 y luego anarquista y pionero del anarcosindicalismo y del movimiento obrero peruanos en la lucha por la jornada laboral de las 8 horas.

## Intelectual y activista obrero
Fue un constante organizador y uno de los trabajadores intelectualmente mejor dotados de la clase obrera peruana de todos los tiempos. De formación completamente autodidacta, su maestro político fue Manuel González Prada. 
De joven fue pionero y activista por la jornada de ocho horas, además su padre había sido el primero en la historia peruana en proponerla en 1905, y los sindicatos -en su mayoría de orientación libertaria- lo lograrían para 1919. Luego de esta fecha, se convirtió en el mayor crítico y adversario sindical de la dirección reformista-político-partidaria, pro-estatal, que pretendían darle José Carlos Mariátegui y Haya de la Torre al movimiento obrero.
Fue el primer secretario general de la Federación Obrera Regional Peruana (FORP), de tendencia anarcosindicalista. La FORP tuvo su primer congreso en 1921.

## Obras

### Poemas
- El perseguido (1920, Lima: La Protesta, vol. III, N° 84, p. 3), salió publicado en la edición de la primera quincena de enero de 1920 del periódico anarcosindicalista La Protesta.
- Mis flores rojas (20 de marzo de 1921, Lima), salió publicado en julio de 1921 en el periódico gremial El Obrero Textil (vol. II, N° 24, p. 2).
- Mis ideales (1 de mayo de 1922, isla El Frontón), escrito mientras estuvo recluido en la entonces colonia penal de la isla El Frontón y salió publicado el 15 de octubre de 1922 en el periódico La lira rebelde proletaria (vol. I, N° 1).
- Breves consideraciones sobre el sindicalismo revolucionario (1930)
- Un despertar al proletariado (1931)